# ميث بارك (ساسكاتشوان)
ميث بارك (بالإنجليزية: Meath Park, Saskatchewan)‏ هي قرية تقع في كندا في ساسكاتشوان. يقدر عدد سكانها بـ 179 نسمة ومساحتها 0.63 كم2 .